# Siroba
Silvio Roberto de Farias, mais conhecido como Siroba, um acrônimo obtido com as primeiras letras do seu nome (Fortaleza, 10 de maio de 1940 — Brasília, 3 de maio de 2013) foi um artista plástico brasileiro .
Foi pintor, desenhista, ilustrador, caricaturista, chargista, cartunista, dono de um traço forte e rápido. Experimentou várias técnicas, como desenhos a lápis, carvão, desenhos com canetas esferográficas, telas em nanquim e acrílico. Também fez maquetes, plantas arquitetônicas, capas de livros.
Mudou-se para Brasília logo após a inauguração da cidade, onde se casou e teve duas filhas e um filho. Também tem uma filha em Fortaleza (Ceará).
Participou de diversos eventos, entre eles o 15° Salão de Humor de Volta Redonda no estado do Rio de Janeiro,  e o Salão Internacional de Humor de Piracicaba, no estado de São Paulo. 
Publicou um livro de humor com seus desenhos na época da ditadura militar sob o título de Abaixo a dita cuja (Olho por olho, dente por dente!) . 
Muito ligado ao Ceará, várias de suas obras exprimem a vida no agreste e no sertão.
Faleceu com 72 anos. Fumante inveterado, sofria de enfisema pulmonar (doença crônica obstrutiva pulmonar). O motivo do óbito foi infecção generalizada.
Deixou várias pinturas, desenhos e entalhes.